# Break of Dawn
Break of Dawn es el álbum debut de la banda Do As Infinity, lanzado el 23 de marzo del año 2000 bajo el sello avex trax. 

## Detalles
Tras debutar originalmente un año atrás, este se convierte en el primer álbum de estudio lanzado de la banda, que incluye sus sencillos desde el primero, "Tangerine Dream", hasta "Yesterday & Today", que fue lanzado algún tiempo antes del lanzamiento de este trabajo discográfico. El álbum contiene una gran influencia de la música anglo de la que losmiembros de la banda se consideran fanáticos, más que nada del rock y el pop comparable a trabajos de Radiohead, Aerosmith y Sheryl Crow. Los primeros cuatro sencillos lanzados para promocionar que fueron "Tangerine Dream", "Heart" y "Oasis" tienen también nombres de famosas bandas que sirvieron de inspiración para la música del grupo. 
El estilo del álbum en general es bastante variado, desde el pop/rock, el rock, e incluso algo de rap al interior del tema "Painful", interpretado por Ryo Owatari.
Algunos temas que no fueron sencillos promocionales lanzados al mercado también fueron utilizados al interior de distintos productos, y sin duda también ayudar a mejorar ventas.

## Lista de canciones
1. «Break of Dawn»
2. «Standing on the hill»
3. «Oasis»
4. «Another»
5. «Kokoro no Chizu (心の地図 Mapa del Corazón?)»
6. «Heart»
7. «Raven»
8. «Welcome!»
9. «Painful»
10. «Tangerine Dream»
11. «Yesterday & Today»
Bonus Tracks
12. «Sariyuku Yuube (散りゆく夕辺?)» (Versión acústica)
13. «Oasis» (Versión acústica)

## Temas Tie-up
- Oasis - Kanebo "Testimo" CM Song
- Yesterday & Today - Fuji TV Dorama "Nisen-nen no Koi" Theme Song
- Raven - Toei Company Ltd. Movie "Uzumaki" Ending Theme
- Welcome! - J-WAVE Campaign "WELCOME TO TOKYO" Image Song

- Datos: Q2232756